# Estoril Open 2015
Estoril Open 2015, oficiálně se jménem sponzora Millennium Estoril Open, byl tenisový turnaj pořádaný jako součást mužského okruhu ATP World Tour, který se hrál v tenisovém areálu Clube de Ténis do Estoril na otevřených antukových dvorcích. Konal se mezi 26. dubnem až 3. květnem 2015 v portugalském přímořském letovisku Cascais jako první ročník turnaje.
Turnaj s rozpočtem 439 405 eur patřil do kategorie ATP World Tour 250 a navázal na zaniklý Portugal Open. Nejvýše nasazeným hráčem ve dvouhře se stal dvanáctý hráč světa Feliciano López ze Španělska, který vypadl ve druhém kole s Robinem Haasem. Singlový titul vybojoval Francouz Richard Gasquet. Soutěž čtyřhry vyhrála filipínsko-americká dvojice Treat Conrad Huey a Scott Lipsky.

## Rozdělení bodů a finančních odměn

### Rozdělení bodů
| Soutěž       | vítězové | finalisté | semifinalisté | čtvrtfinalisté | 16 v kole | 32 v kole | Q  | Q3 | Q2 | Q1 |
| ------------ | -------- | --------- | ------------- | -------------- | --------- | --------- | -- | -- | -- | -- |
| dvouhra mužů | 250      | 150       | 90            | 45             | 20        | 0         | 12 | 6  | 0  | 0  |
| čtyřhra mužů | 250      | 150       | 90            | 45             | 0         |           |    |    |    |    |

### Finanční odměny
| Soutěž                              | vítězové | finalisté | semifinalisté | čtvrtfinalisté | 16 v kole | 32 v kole | Q3   | Q2   | Q1 |
| dvouhra                             | €80 000  | €42 100   | €22 800       | €12 990        | €7 655    | €4 535    | €730 | €350 | —  |
| čtyřhra                             | €24 280  | €12 760   | €6 920        | €3 960         | €2 320    | —         | —    | —    | —  |
| částka ve čtyřhře je uvedena na pár |          |           |               |                |           |           |      |      |    |

## Mužská dvouhra

### Nasazení
| Stát                          | Hráč            | ATP | Nasazení |
| ----------------------------- | --------------- | --- | -------- |
| Španělsko                     | Feliciano López | 12. | 1.       |
| Jižní Afrika                  | Kevin Anderson  | 17. | 2.       |
| Španělsko                     | Tommy Robredo   | 20. | 3.       |
| Argentina                     | Leonardo Mayer  | 24. | 4.       |
| Francie                       | Richard Gasquet | 27. | 5.       |
| Francie                       | Jérémy Chardy   | 32. | 6.       |
| Austrálie                     | Nick Kyrgios    | 41. | 7.       |
| Lucembursko                   | Gilles Müller   | 42. | 8.       |
| Žebříček ATP k 20. dubnu 2015 |                 |     |          |

### Jiné formy účasti
Následující hráči obdrželi divokou kartu do hlavní soutěže:
- Gastão Elias
- Rui Machado
- Frederico Ferreira Silva

Následující hráči postoupili z kvalifikace:
- Kenny de Schepper
- Constant Lestienne
- Martin Fischer
- Roberto Carballés Baena
  -  David Vega Hernández – jako šťastný poražený

### Odhlášení
před zahájením turnaje
- Marcos Baghdatis → nahradil jej Stéphane Robert
- Carlos Berlocq → nahradil jej Robin Haase
- Adrian Mannarino → nahradil jej Alejandro González
- Tommy Robredo → nahradil jej David Vega Hernández

## Mužská čtyřhra

### Nasazení
| Stát                                                                                   | Hráč                | Stát        | Hráč          | ATP  | Nasazení |
| -------------------------------------------------------------------------------------- | ------------------- | ----------- | ------------- | ---- | -------- |
| Španělsko                                                                              | Marc López          | Španělsko   | David Marrero | 43.  | 1.       |
| Filipíny                                                                               | Treat Conrad Huey   | USA         | Scott Lipsky  | 92.  | 2.       |
| Polsko                                                                                 | Mariusz Fyrstenberg | Bělorusko   | Max Mirnyj    | 111. | 3.       |
| USA                                                                                    | Nicholas Monroe     | Nový Zéland | Artem Sitak   | 116. | 4.       |
| Žebříček ATP k 20. dubnu 2015; číslo je součtem žebříčkového postavení obou členů páru |                     |             |               |      |          |

### Jiné formy účasti
Následující páry obdržely divokou kartu do hlavní soutěže:
- João Domingues /  Pedro Sousa
- Rui Machado /  Frederico Ferreira Silva

## Přehled finále

### Mužská dvouhra
- Richard Gasquet vs.  Nick Kyrgios, 6–3, 6–2

### Mužská čtyřhra
- Treat Conrad Huey /  Scott Lipsky vs.  Marc López /  David Marrero, 6–1, 6–4